# Primula bathangensis
Primula bathangensis är en viveväxtart som beskrevs av Marcel Georges Charles Petitmengin. Primula bathangensis ingår i släktet vivor, och familjen viveväxter. Inga underarter finns listade i Catalogue of Life.